# Peter Geyermann
Peter Geyermann CMM (* 14. Juli 1941 in Wirfus; † 2. Juni 1978 in Embakwe bei Plumtree, Simbabwe) war ein deutscher römisch-katholischer Ordensmann, Missionar und Märtyrer.

## Leben
Edmund Geyermann trat 1956 in Reimlingen in den Orden der Mariannhiller Missionare ein, wurde 1958 als Bruder Peter eingekleidet und legte am 29. September 1960 die erste sowie am 29. September 1963 die ewige Profess ab. Er erlernte das Schlosserhandwerk und gehörte Bauteams der Missionare in Neuss und Maria Veen an. 1968 wechselte er nach Afrika in die Embakwe-Mission in der Nähe der Stadt Plumtree (im Erzbistum Bulawayo) in Simbabwe. Dort wurde er 1978 zusammen mit seinem Schweizer Mitbruder Andreas von Arx (* 1933 in Winznau) von Freischärlern erschossen.

## Gedenken
Die Römisch-katholische Kirche in Deutschland hat Peter Geyermann als Märtyrer in das deutsche Martyrologium des 20. Jahrhunderts aufgenommen.